# ピネハス (祭司)
ピネハスは、旧約聖書の『出エジプト記』などに登場するユダヤ人の祭司。
レビ族の出身で祭司エルアザルの息子であった。荒れ野を放浪するイスラエルの民がシティムで異教神バアルを拝んでいたとき、ピネハスはミディアン人の女を連れ込んだイスラエルの男性をもろともに槍で突き刺した。これを神はよろこび、イスラエルを襲わせた災害を去らせ、ピネハスとその子孫に永遠の祭司職を約束する（『民数記』25:1-18）。
やがて、イスラエル全体の指導者の一人となっていたピネハスはヨルダン川東側に移動したルベン族、ガド族、マナセ族が勝手に祭壇を築いたときには同地へ赴き、これを糾弾している。ルベン族らはこれに弁明し、戦争の危機は回避された（『ヨシュア記』22:16-20）。